# ジャム&ルイス
ジャム&ルイス（Jam & Lewis）は、アメリカ合衆国の音楽プロデューサー、ソングライター・デュオ。ジミー・ジャム (Jimmy Jam)とテリー・ルイス (Terry Lewis)の通称。
ジミー・ジャム（本名James Samuel "Jimmy Jam" Harris III、1959年6月6日 - ）は、ミネソタ州ミネアポリス出身で、テリー・ルイス（本名Terry Steven Lewis、1956年11月24日 - ）は、ネブラスカ州オマハ出身。テリー・ルイスは1992年にキャリン・ホワイトと結婚した。

## 略歴
2人は高校時代からの友人で、フライト・タイム（Flyte Tyme）というバンドを組んでいた。ジミーがキーボード、テリーがベース担当であった。1981年にボーカリストのモーリス・デイ（Morris Day）が加入し、ザ・タイムと改名してプリンスのツアーでオープニング・アクトを務めるようになる。
プロデューサーとして初期にはS.O.S.バンド、シェレール、アレクサンダー・オニール、シェリル・リンらの作品で成功を収めた。先鋭的なファンクとR&Bが特徴である。制作を担当したアーティストには、ジャネット・ジャクソン、マイケル・ジャクソン、マライア・キャリー、チャカ・カーン、サウンズ・オブ・ブラックネス、メアリー・J. ブライジ、ビヨンセらがいる
1986年にジャネット・ジャクソンのアルバム『コントロール』を全面プロデュースして大ヒットを記録した。1989年のジャネットの次のアルバム『リズム・ネイション1814』でも成功を収め、他のアーティストにも楽曲を提供して、1980年代から1990年代初頭のアメリカのミュージック・シーンで、最も成功したプロデューサーの一組となった。
1980年代はCBS傘下のタブー・レコード（S.O.S.バンドやシェレール、アレクサンダー・オニールが所属した）での活動が主だったが、1991年にはA&Mレコード下に自らの主催レーベル「パースペクティブ」を設立。サウンズ・オブ・ブラックネス、ミント・コンディションなどのアーティストを輩出したが、その後の業績は振るわず、1997年にレーベルは閉鎖された。
1999年から2000年に、宇多田ヒカルのシングル「Addicted To You」「Wait & See 〜リスク〜」を手がけ、日本国内ツアー（BOHEMIAN SUMMER 2000）にはゲスト・プレイヤーとして参加した。2000年代の活動は活発ではないが、2007年に全面プロデュースしたチャカ・カーンのアルバムがグラミー賞を受賞するなどしている。2014年には、日本人ギタリストMIYAVIの「real?」をプロデュースした。
2022年5月4日、米Rock & Roll Hall of Fame Foundationのロックの殿堂にて、ミュージカル・エクセレンス賞を受賞。

## 代表曲
- S.O.S.バンド : "Weekend Girl" (1985年)、「ファイネスト」 (1986年)
- チェンジ : "You Are My Melody" (1984年)
- フォースM.D.'S : 「テンダー・ラヴ」 (1986年)
- シェレール : "Artificial Heart"、"Saturday Love" (1985年)、"Everything I Miss At Home" (1988年)
- ヒューマン・リーグ : 「ヒューマン」 (1986年)
- アレクサンダー・オニール : "Innocent" (1985年)、「フェイク」、"Never Knew Love Like This" (1987年)、「オール・トゥルー・マン」 (1991年)
- キャリン・ホワイト : 「ロマンティック」 (1991年)
- ロバート・パーマー : 「ターン・ユー・オン」 (1986年) ※シェレールのカヴァー
- サウンズ・オブ・ブラックネス : "The Pressure" (1991年)、"I'm Going All The Way" (1993年)、「アイ・ビリーヴ」 (1994年)
- ラルフ・トレスヴァント（en:Ralph Tresvant） : 「センシティヴィティ」 (1990年)
- ジャネット・ジャクソン : 「ナスティ」 (1986年)、「それが愛というものだから」 (1993年)、「ダズント・リアリー・マター」 (2000年)、「オール・フォー・ユー」 (2001年)
- マライア・キャリー : 「サンク・ゴッド・アイ・ファウンド・ユー」 (2000年)、「ネヴァー・トゥー・ファー」 (2001年)、「スルー・ザ・レイン」 (2002年)
- ニュー・エディション : "Can You Stand The Rain" (1988年)
- ボーイズIIメン : 「ベンデッド・ニー」 (1994年)、「シーズンズ・オブ・ロンリネス」 (1997年)
- メアリー・J. ブライジ : 「ラヴ・イズ・オール・ウィ・ニード」、「エヴリシング」 (1997年)
- マイケル・ジャクソン&ジャネット・ジャクソン : 「スクリーム」
- アッシャー : "U Remind Me" (2001年)
- 島谷ひとみ : 「パピヨン〜papillon〜」 (2001年) ※ジャネット・ジャクソン「ダズント・リアリー・マター」のカヴァー

## 日本人音楽家のプロデュース
- 宇多田ヒカル : 「Addicted To You」 (1999年)、「Wait & See 〜リスク〜」 (2000年)
- MIYAVI : 「real?」 (2014年)